# Podgóry (Kępice)
Podgóry (deutsch Puddiger, früher Wendisch Puddiger) ist ein Dorf in der polnischen Woiwodschaft Pommern und gehört zur Gmina Kępice (Hammermühle) im Powiat Słupski (Stolper Kreis).

## Geographische Lage
Das Dorf liegt in Hinterpommern, etwa 27 Kilometer nordnordwestlich von Miastko (Rummelsburg i. Pom.), 17 Kilometer südsüdöstlich von Sławno (Schlawe), zwölf Kilometer nordnordöstlich von Polanów (Pollnow), 5 ½ Kilometer westlich des Dorfs Warcino (Varzin) und zwei Kilometer westlich des Kirchdorfs Osowo (Wussow).

## Geschichte

Wendisch Puddiger, nordnordwestlich von Rummelsburg und westlich des Dorfs Varzin, auf einer Landkarte von 1915

Wendisch Puddiger (Wend. Puddiger), nordnordwestlich von Rummelsburg und südöstlich von Schlawe, auf einer Landkarte von 1910

Das Gut Wendisch Puddiger, zu dem zwei Vorwerke, eine Wassermühle sowie ein Eichen- und Buchenwald gehörten, ehemals ein Lehen der von Wojen, war ein neues Podewilssches Lehen, das um 1782 der Lieutenant Adam Heinrich August Graf von Podewils besaß. Die Gutsherrschaft Podewils auf Wendisch Puddiger hatte sich 1769 dazu verpflichtet, jährliche Zinserträge aus vorhandenem Kapitalvermögen den Bedürftigen der Orte Wendisch Puddiger, Chorow, Schwarzin, Buckow und Vorwerk Misdroy zugutekommen zu lassen. Noch im Jahr 1847 war in Wendisch Puddiger ein Patrimonialgericht tätig.
Um 1862 befand sich das 1809 allodifizierte Rittergut Wendisch Puddiger im Besitz des Lieutenants a. D. Adalbert Werner Ludwig von Blumenthal auf Varzin, der es 1844 geerbt hatte.
Im Jahr 1884 befand sich das Rittergut Wendisch Puddiger mit den Vorwerken Birkenthal und Charlottenthal sowie einer Branntweinbrennerei und einer Wassermühle im Besitz von Otto von Bismarck, der es 1867 zusammen mit der Gutsherrschaft Varzin käuflich erworben hatte und in Varzin seinen Wohnsitz nahm. Er besaß das Gut Wendisch Puddiger auch noch im Jahr 1892. Auf seinen Gütern Varzin und Wendisch Puddiger forcierte Bismarck die Branntwein-Produktion.
Am 1. Dezember 1913 wurden auf der 345 Hektar großen Gemarkungsfläche der Landgemeinde Wendisch Puddiger 26 viehhaltende Haushaltungen gezählt und auf dem 2498 Hektar umfassenden Gutsbezirk Wendisch Puddiger 82 viehhaltene Haushaltungen.
Am 1. April 1927 hatte das Gut Wendisch Puddiger eine Flächengröße von 2498 Hektar, und am 16. Juni 1925 hatte der Gutsbezirk 538 Einwohner. Am 30. September 1928 wurde der Gutsbezirk Wendisch Puddiger zum Teil in die Landgemeinde Wendisch Puddiger eingegliedert.
Anfang der 1930er Jahre hatte die Landgemeinde Wendisch Puddiger eine Flächengröße von 16,1 km². Innerhalb der Gemeindegrenzen standen insgesamt 48 bewohnte Wohnhäuser an fünf verschiedenen Wohnplätzen:
1. Alte Dampfmühle
2. Annenhof
3. Birkenthal
4. Neubrück
5. Wendisch Puddiger

Um 1935 hatte Wendisch Puddiger u. a. einen Gasthof, zwei Fahrrad-Geschäfte, eine Molkerei, eine Mühle, eine Schmiede, eine Stellmacherei und eine Viehhandlung. Im Jahr 1939 hatte die Landgemeinde 532 Einwohner.
Am 29. Dezember 1937 wurde die Gemeinde Wendisch Puddiger in Puddiger umbenannt.
Die Landgemeinde Puddiger gehörte im Jahr 1945 zum Landkreis Rummelsburg im Regierungsbezirk Köslin der preußischen Provinz Pommern des Deutschen Reichs und war dem Amtsbezirk Varzin zugeordnet. Das Standesamt befand sich in Wussow.
Gegen Ende des Zweiten Weltkriegs wurde Puddiger Anfang März 1945 von der Roten Armee eingenommen. Anschließend wurde Puddiger zusammen mit ganz Hinterpommern von der Sowjetunion der Volksrepublik Polen zur Verwaltung überlassen.  Es begann danach allmählich die Zuwanderung von Polen. Die einheimische Bevölkerung wurde in der Folgezeit von der polnischen Administration vertrieben. Der Ortsname wurde zu „Podgóry“ polonisiert.

## Kirchspiel bis 1945
Die vor 1945 anwesende Dorfbevölkerung war mit wenigen Ausnahmen evangelischer Konfession. Die evangelische Einwohner Puddigers gehörten zum Kirchspiel Wussow.
Das katholische Kirchspiel war in Rummelsburg i. Pom.

## Persönlichkeiten
- Auguste Friederike Charlotte Gräfin von Podewils (1784–1859), seit 1805 Ehefrau des Gutsbesitzers und preußischen Hauptmanns Werner Konstantin von Blumenthal (1778–1844), Herr auf Egsow, Cummerzin, Suckow, Jannewitz, Lantow, Groß und Klein Quesdow, Varzin, Wendisch Puddiger, Massow, Misdow und Natzlaff, wurde hier geboren[16]
- Otto von Bismarck (1815–1898), deutscher Politiker und Staatsmann, war seit 1867 Besitzer der Gutsherrschaft Varzin, zu der das Rittergut Wendisch Puddiger gehörte